# Фторид марганца(IV)
Фторид марганца(IV) — неорганическое соединение, соль металла марганца и плавиковой кислоты с формулой MnF4,
голубые кристаллы.

## Получение
- Быстрое охлаждение паров, образующихся при действии фтора на фторид марганца(III):

{\displaystyle {\mathsf {2MnF_{3}+F_{2}\ {\xrightarrow {500^{o}C}}\ 2MnF_{4}}}}
- Взаимодействие марганца и фтора при 600—700°C:

{\displaystyle {\mathsf {Mn+2F_{2}\ {\xrightarrow {600-700^{o}C}}\ MnF_{4}}}}

## Физические свойства
Фторид марганца(IV) образует голубые кристаллы.

## Химические свойства
- Разлагается при нагревании:

{\displaystyle {\mathsf {MnF_{4}\ {\xrightarrow {70^{o}C}}\ MnF_{2}+F_{2}}}}
- При комнатной температуре медленно диссоциирует на трифторид марганца и фтор:

{\displaystyle {\mathsf {2MnF_{4}\ {\xrightarrow {}}\ 2MnF_{3}+F_{2}}}}
- С фторидами металлов образует комплексные фтороманганаты(IV):

{\displaystyle {\mathsf {MnF_{4}+2KF\ {\xrightarrow {}}\ K_{2}[MnF_{6}]}}}
Сильный окислитель. Бурно, со вспышкой реагирует с водой.